# Сан Ђовани ди Синис
Сан Ђовани ди Синис је насеље у Италији у округу Ористано, региону Сардинија.
Према процени из 2011. у насељу је живело 8 становника. Насеље се налази на надморској висини од 4 м.